# 舒克曼斯堡
舒克曼斯堡（Schuckmannsburg），是纳米比亚东北部卡普里维地带东端的一座小镇，位于赞比西河南岸，卡蒂马穆利洛以东65公里处，人口800人。
舒克曼斯堡1909年由德国占领当局建城，作为控制卡普里维地带的重要据点，也是卡普里维区的行政中心。1937年，英国占领当局将行政中心迁至新成立的卡蒂玛姆利洛后，舒克曼斯堡逐渐退化衰落为一座小镇。

## 关于小镇的著作
- Rainer D.K. Bruchmann: Schuckmannsburg, Kuiseb-Verlag, Windhuk 1997, ISBN 99916-703-7-8
- Edward Paice: Tip and Run: the untold tragedy of the Great War in Africa, 2007, ISBN 0297847090, page 33